# Lissotriton lantzi
Espèce
Synonymes
- Triton vulgaris lantzi Wolterstorff, 1914

Lissotriton lantzi est une espèce d'urodèles de la famille des Salamandridae. 

## Répartition
Cette espèce se rencontre dans le Caucase en Russie, en Géorgie, en Arménie et en Azerbaïdjan.

## Étymologie
Cette espèce est nommée en l'honneur d'Amédée Louis Lantz.

## Publication originale
- Wolterstorff, 1914 : Zwei neue Tritonformen der paläarktischen Region. Abhandlungen und Berichte aus dem Museum für Natur- und Heimatkunde zu Magdeburg, vol. 2, p. 371-381 (texte intégral).